# Amblysomus septentrionalis
Amblysomus septentrionalis is een zoogdier uit de familie van de goudmollen (Chrysochloridae). De wetenschappelijke naam van de soort werd voor het eerst geldig gepubliceerd door Austin Roberts in 1913.

## Voorkomen
De soort komt voor in de deelstaten Vrijstaat en Mpumalanga van Zuid-Afrika. Hier komt hij voor van Heilbron en Parys tot Wakkerstroom en Ermelo. Ook komt het voor in eSwatini. 